# Union sportive de Highlands
L’Union sportive de Highlands est un club mauricien de football, basé à Highlands. Le club, fondé en 2000, joue dans le stade Quartier Militaire.  
En troisième division de 2004 à 2006, puis en deuxième division de 2006 à 2010, il découvre la première division lors de la saison 2011.

## Palmarès
- Champion de D3 mauricienne 2005-2006 (groupe A)